# 厄爾巴赫河
51°25′50.06″N 7°16′17.36″E / 51.4305722°N 7.2714889°E

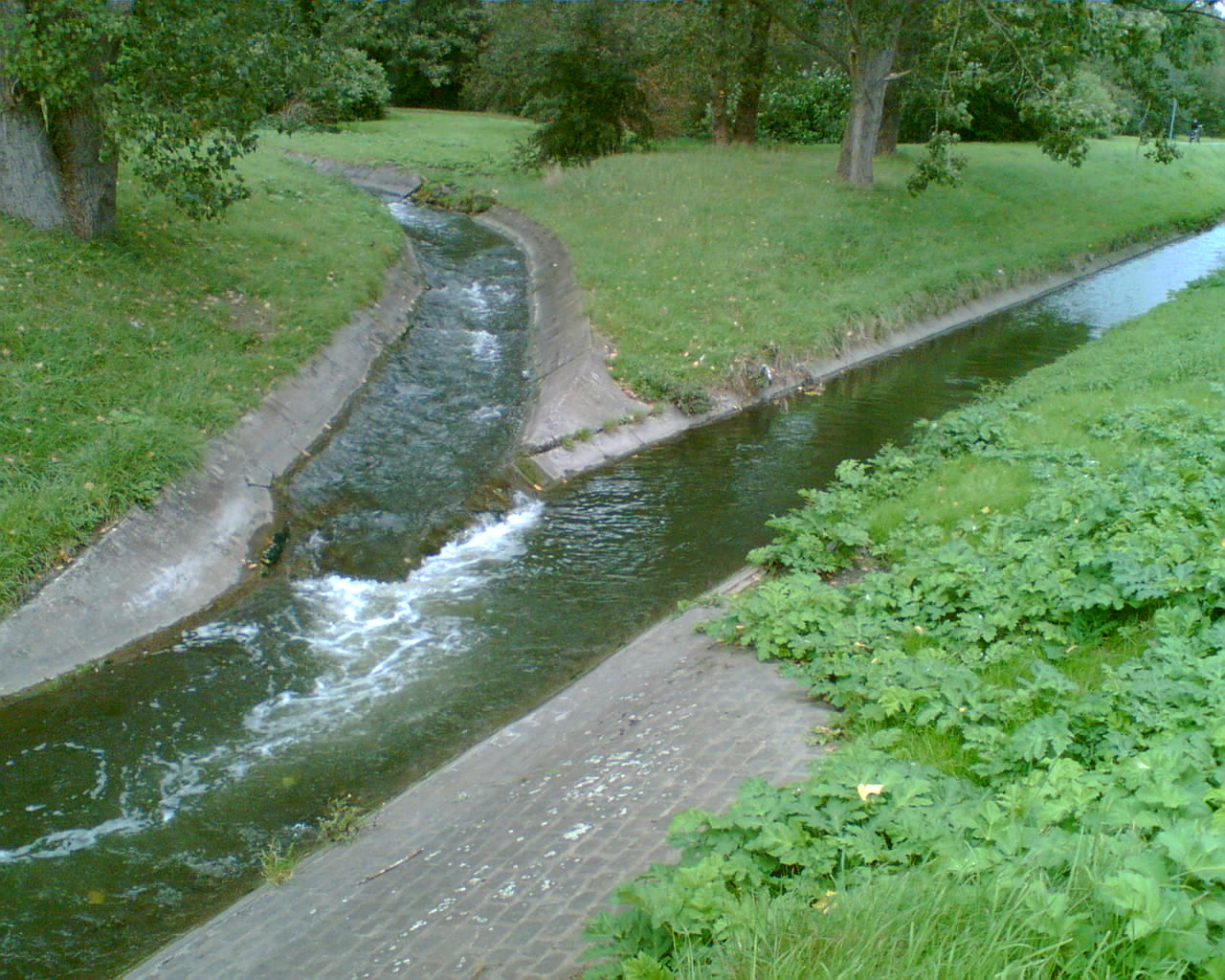

厄爾巴赫河（德語：Oelbach），是德國的河流，位於該國西部，處於北萊茵-威斯特法倫州，屬於魯爾河的右支流，河道全長13.4公里，流域面積55.8平方公里。